# Agnes von Montepulciano

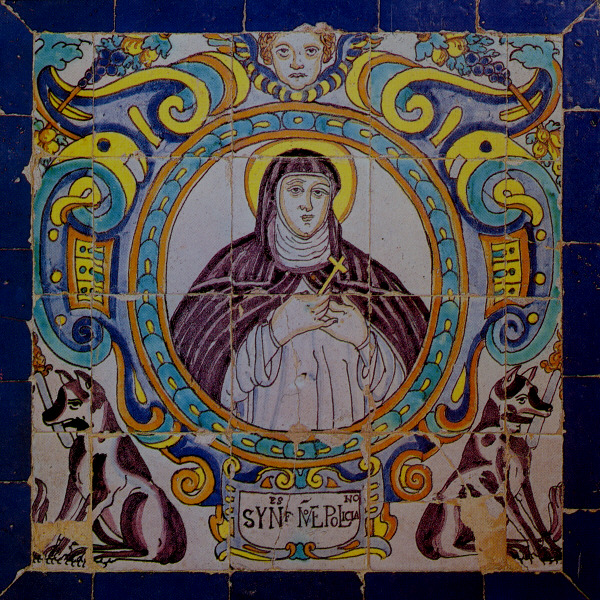
Keramikmosaik der Agnes von Montepulciano, 17. Jahrhundert (Museo Bellas Artes de Sevilla)

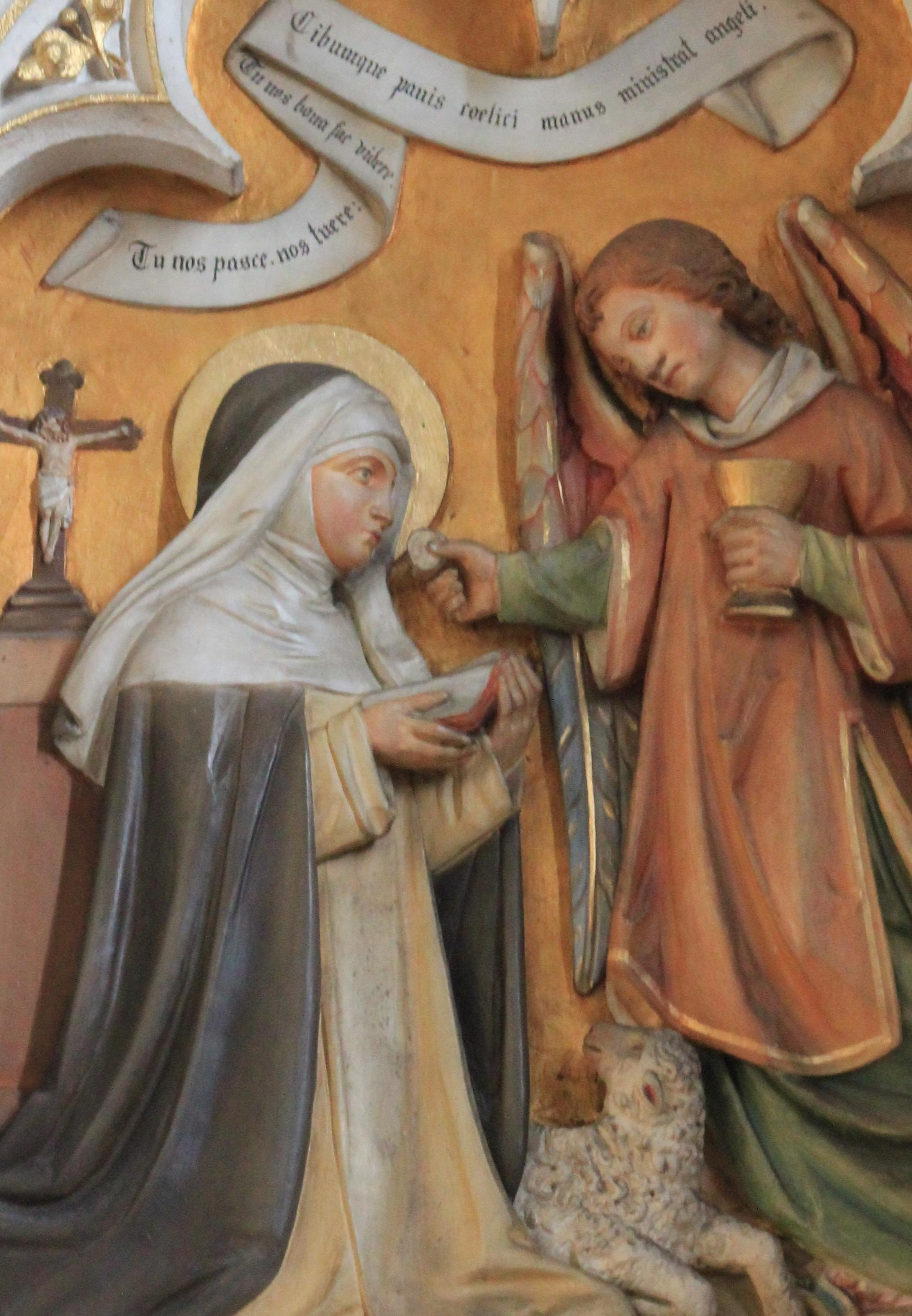
Agnes von Montepulciano empfängt von einem Engel die Kommunion, Hochaltarrelief in der Dominikanerkirche Friesach, Ende 19. Jahrhundert

Agnes von Montepulciano (* 1268 oder 1274 in Montepulciano; † 20. April 1317 ebenda) war eine mystische und visionäre Dominikanerinnen-Oberin. Sie wird von der katholischen Kirche als Heilige verehrt.

## Hagiographie
Agnes von Montepulciano wurde als Tochter frommer, wohlhabender Eltern geboren. Schon in jüngstem Kindesalter lehrte ihre Mutter sie das Vaterunser und das Ave Maria. Als Kind suchte Agnes oft einen Winkel des Hauses auf, um zu beten. Dies verstand sie als ihre Aufgabe. Beim Anblick eines Marienbildes freute sie sich stets. Im Alter von sechs Jahren sagte sie ihren Eltern, dass sie vorhabe, in jungfräulichem Stand zu leben und später ins Kloster zu gehen. Die Eltern hielten dies anfangs für einen kindlichen Wunsch, doch je älter Agnes wurde, desto reifer wurde ihr Entschluss. Die Eltern stimmten dem Wunsch ihres Kindes zu und brachten sie in ein Kloster des heiligen Dominikus.
Im Kloster zeichnete sich Agnes durch bedingungslosen Gehorsam aus, vor allem was die Pünktlichkeit betraf. Die Äbtissin des Klosters sagte ihr eine große Zukunft voraus. Im Alter von nur 16 Jahren wurde Agnes von den Konventualinnen des neu gegründeten Dominikanerinnenklosters in Proceno zur Oberin berufen. Papst Nikolaus IV. bestätigte diese ungewöhnliche Wahl. Agnes wollte die Würde zuerst nicht annehmen, gehorchte aber auf Weisung des Papstes. Ihre Askese wurde daraufhin so groß, dass der Beichtvater ihr das Fasten untersagen musste. Sie vergaß sogar, die heilige Kommunion zu empfangen. Als ihr dies bewusst wurde, stürzte sie in tiefe Trauer. Doch Gott sandte ihr einen Engel, der ihr das heilige Sakrament spendete. Von nun an erschien ihr Jesus des Öfteren, um ihr geheime Offenbarungen mitzuteilen; ebenso erschien ihr wiederholt Maria mit dem Kind auf dem Arm. Bei einer dieser Erscheinungen trug das Kind eine Perlenkette, die Agnes mit Erlaubnis der Mutter Jesu an sich nahm und bis zu ihrem Tod bei sich trug. Von ihr erhielt sie auch die Gabe, in die Herzen der Menschen zu sehen, künftige Geschehnisse vorherzusagen und Kranke zu heilen.
Agnes’ Ruf breitete sich bald aus und die Bewohner von Montepulciano drängten sie, in die Stadt zurückzukehren und sie zu segnen. Agnes willigte ein unter der Bedingung, dass man ein Haus, in dem sich liederliche Weibspersonen aufhielten, in ein Kloster umwandle. Zudem war sie auf die Einwilligung ihrer Vorgesetzten angewiesen, die ihrem Anliegen nachkamen. Agnes selbst übernahm es nun, das Haus zu reinigen, zog danach ein und ließ es segnen. Sie nahm einige Jungfrauen zu sich, mit denen sie dort lebte. Sie wurde von Krankheit und Verleumdung heimgesucht, blieb aber dennoch stets frohen Mutes. Sie hatte den Wunsch, ihre Sünden zu büßen und zu sterben, um für immer bei Christus sein zu können. Eine erneute Krankheit warf sie auf das Sterbebett, wo sich ihre Schwestern trauernd um sie versammelten. Agnes starb am 20. April 1317.

## Verehrung und Ikonografie
Raimund von Capua schrieb 1366 die Vita von Agnes nieder, wobei er sich auf Aussagen ihrer Schülerinnen berief.
1726 wurde sie von Papst Benedikt XIII. heiliggesprochen. Ihr Gedenktag ist der 20. April.
Agnes wird in schwarzem Dominikanerhabit abgebildet, oft mit Lamm und Lilienzweig.